# Décès en août 1999
Décès
- 1995
- 1996
- 1997
- 1998
- 1999
- 2000
- 2001
- 2002
- 2003

Pour une information complémentaire, voir la page d'aide.

| Date          | Nom                       | Activités                                                                 | Âge | Source |
| ------------- | ------------------------- | ------------------------------------------------------------------------- | --- | ------ |
| date inconnue | Greta Magnusson-Grossman  | designer de meubles et architecte suédoise                                | 93  |        |
| 3 août        | Rod Ansell                | bushman australien.                                                       | 44  | (en)   |
| 3 août        | Leroy Vinnegar            | contrebassiste de jazz américain                                          | 71  |        |
| 4 août        | Victor Mature             | acteur américain                                                          | 86  |        |
| 7 août        | Brion James               | acteur américain                                                          | 54  |        |
| 7 août        | Wally Albright            | acteur américain                                                          | 73  |        |
| 9 août        | Gustav Bolin              | peintre suédois                                                           | 78  |        |
| 10 août       | Ernst Bader               | auteur-compositeur et acteur allemand                                     | 85  | (en)   |
| 12 août       | Ross Elliott              | acteur américain                                                          | 82  |        |
| 13 août       | Charles Macaulay          | acteur et réalisateur américain au théâtre, à la télévision et au cinéma. | 71  | (en)   |
| 14 août       | Pee Wee Reese             | joueur de baseball américain                                              | 81  |        |
| 15 août       | Jules Croy Emony Mondanga | homme politique congolais                                                 | 60  |        |
| 18 août       | Alfred Bickel             | footballeur international suisse.                                         | 81  |        |
| 21 août       | Venya D'rkin              | poète, musicien, peintre et écrivain soviétique puis russe                | 29  | (en)   |
| 21 août       | Ievgueni Ieliseïev        | footballeur devenu entraîneur soviétique                                  | 90  |        |
| 24 août       | Georges Boulogne          | footballeur français                                                      | 82  |        |
| 24 août       | Mary Jane Croft           | actrice américaine                                                        | 83  |        |
| 24 août       | Eduardo Endériz           | footballeur uruguayen nationalisé espagnol                                | 59  | (en)   |
| 24 août       | Benito García             | joueur et entraîneur de football espagnol                                 | 84  | (en)   |
| 25 août       | Georg Thomalla            | acteur allemand                                                           | 84  |        |
| 27 août       | Margaret Ahern            | dessinatrice et scénariste américaine de bande dessinée                   | 78  |        |
| 27 août       | Charles Froliger          | peintre plasticien français                                               | 53  |        |
| 30 août       | Raymond Poïvet            | dessinateur de bande dessinée français                                    | 88  |        |